# Статева сегрегація

Розділення статей є загальним явищем для громадських вбиралень і часто позначається гендерними символами у формі фігурок на дверях туалету.

Сегрегація статей, розділення статей, гендерна сегрегація або статева сегрегація — це фізичний, юридичний або культурний поділ людей відповідно до їх біологічної статі. Сегрегація статей може стосуватися фізичного та просторового поділу за статтю без будь-якої конотації незаконної дискримінації. За інших обставин поділ статей може бути спірним. Залежно від обставин сегрегація статей може бути порушенням можливостей та прав людини і може спричинити економічну неефективність; з іншого боку, деякі прихильники стверджують, що такий поділ є центральним у певних релігіях, соціальних та культурних історіях та традиціях.

## Визначення

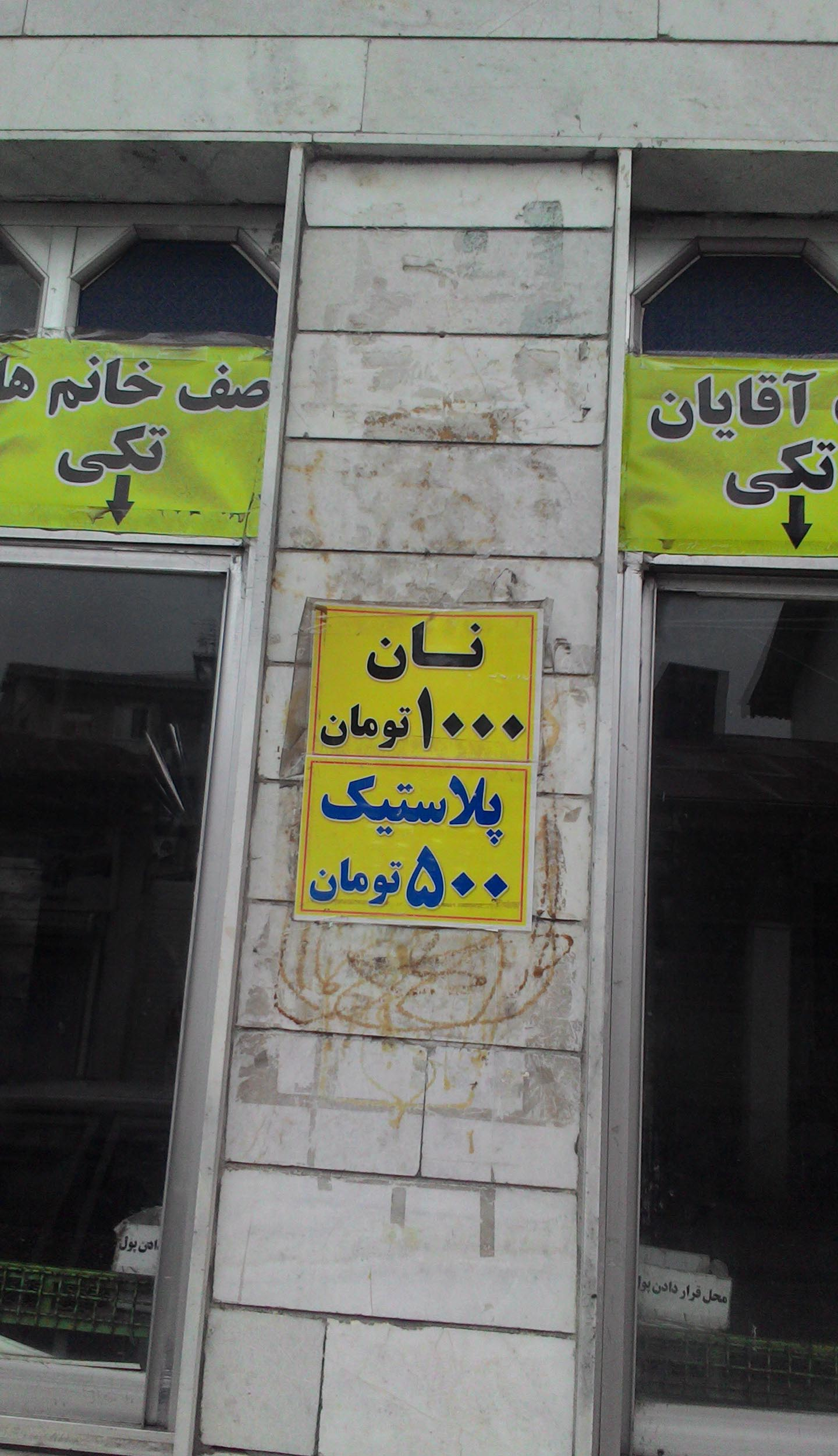
Пекарня з двома вікнами для розділення клієнтів і клієнток, Іран, 2021-ті роки. У цій пекарні черга з правої сторони для чоловіків і зліва для жінок.

Термін «стать» у «статевій сегрегації» відноситься до очевидних біологічних відмінностей між чоловіками та жінками, що використовується на відміну від «гендеру». Термін «сегрегація» відноситься до поділу статей, який може бути застосований правилами, законами та політикою, або бути фактичним результатом, за якого люди розділені за статтю. Як фактичний результат, сегрегація статей у цілому може бути викликана суспільним тиском, історичною практикою та соціалізованими уподобаннями. Цей термін також використовується для виключення однієї статі від участі у професії, установі чи групі. Статева сегрегація може бути повною або частковою, коли члени однієї статі переважають всередині, але не є суто групою чи організацією.
У Сполучених Штатах деякі вчені використовують термін «розділення статей», а не «сегрегація статей»".:229
Термін гендерний апартеїд також застосовувався до сегрегації людей за статтю маючи на увазі, що це статева дискримінація. Якщо сегрегація за статтю є формою дискримінації, це може мати важливі наслідки для гендерної рівності та рівності загалом.

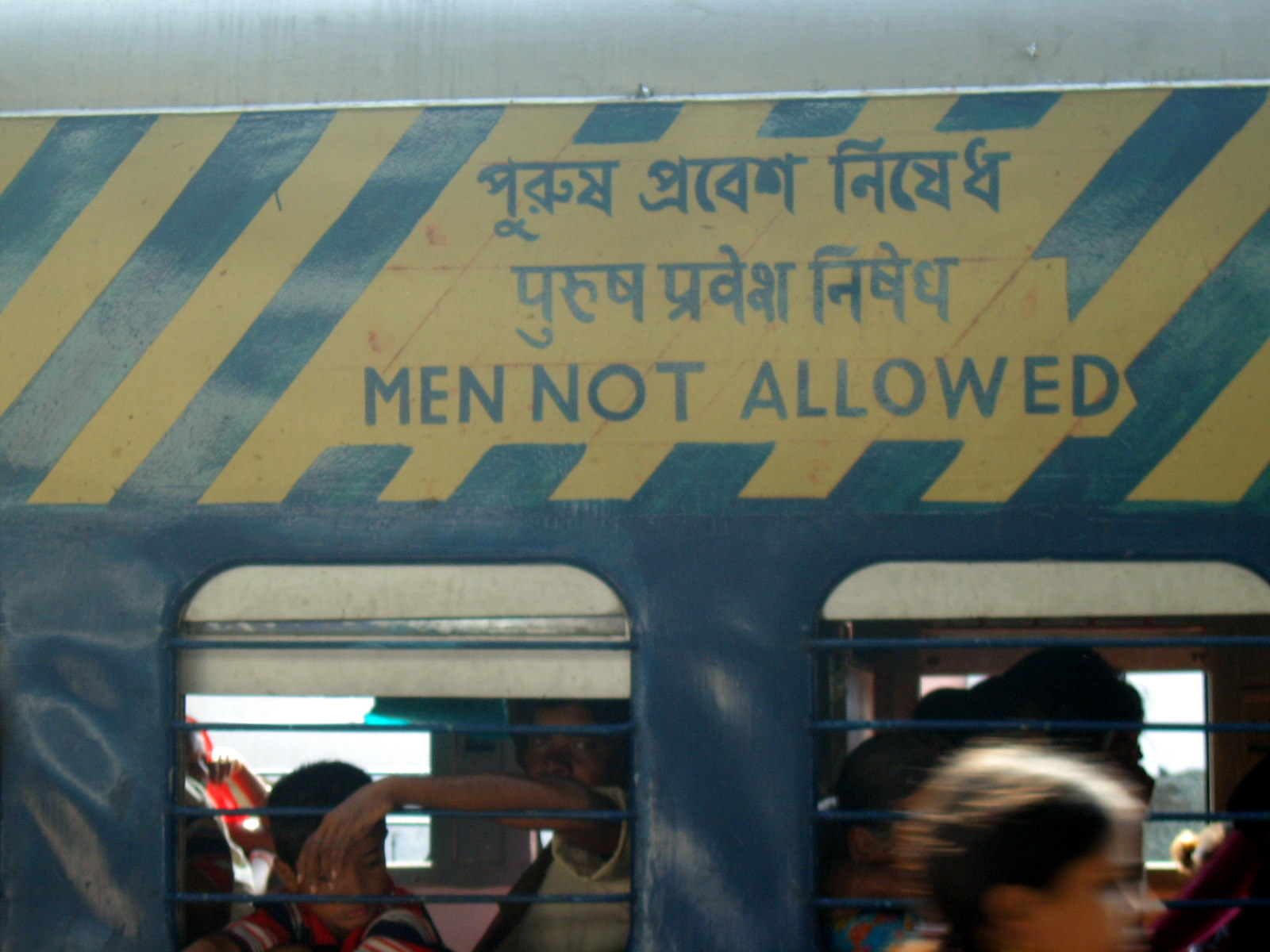
Знак, що зобов'язує сегрегацію статей на автомобілі в Індії.

## Типи
Дослідник з правових та гендерних питань Девід С. Коен пропонує наступну систематику класифікації статевої сегрегації як обов'язкової, адміністративної, дозволеної чи добровільної. Обов'язкова та адміністративна сегрегація статей вимагається та застосовується урядами у громадських умовах, тоді як дозволена та добровільна сегрегація статей — це позиції, які обирають державні чи приватні установи, але відповідно до закону.

### Обов'язковий
Обов'язкова сегрегація статей є законодавчо необхідною і передбачає розділення за статтю. Приклади включають розділення чоловіків і жінок у в'язницях, правоохоронних органах, військовій службі, громадських туалетах та житлі. Обов'язкова сегрегація статей також включає менш очевидні випадки поділу, коли чоловіки та жінки вимагають одностатевих працівників правоохоронних органів для обшуку тіла. Обов'язкова сегрегація статей може, таким чином, диктувати параметри для працевлаштування у стаціонарно відокремлених просторах, включаючи контекст медичної та доглядової роботи, а також може бути формою професійної сегрегації. Наприклад, уряд може доручити, щоб клініки наймали медсестер для догляду за пацієнтами.

### Адміністративний

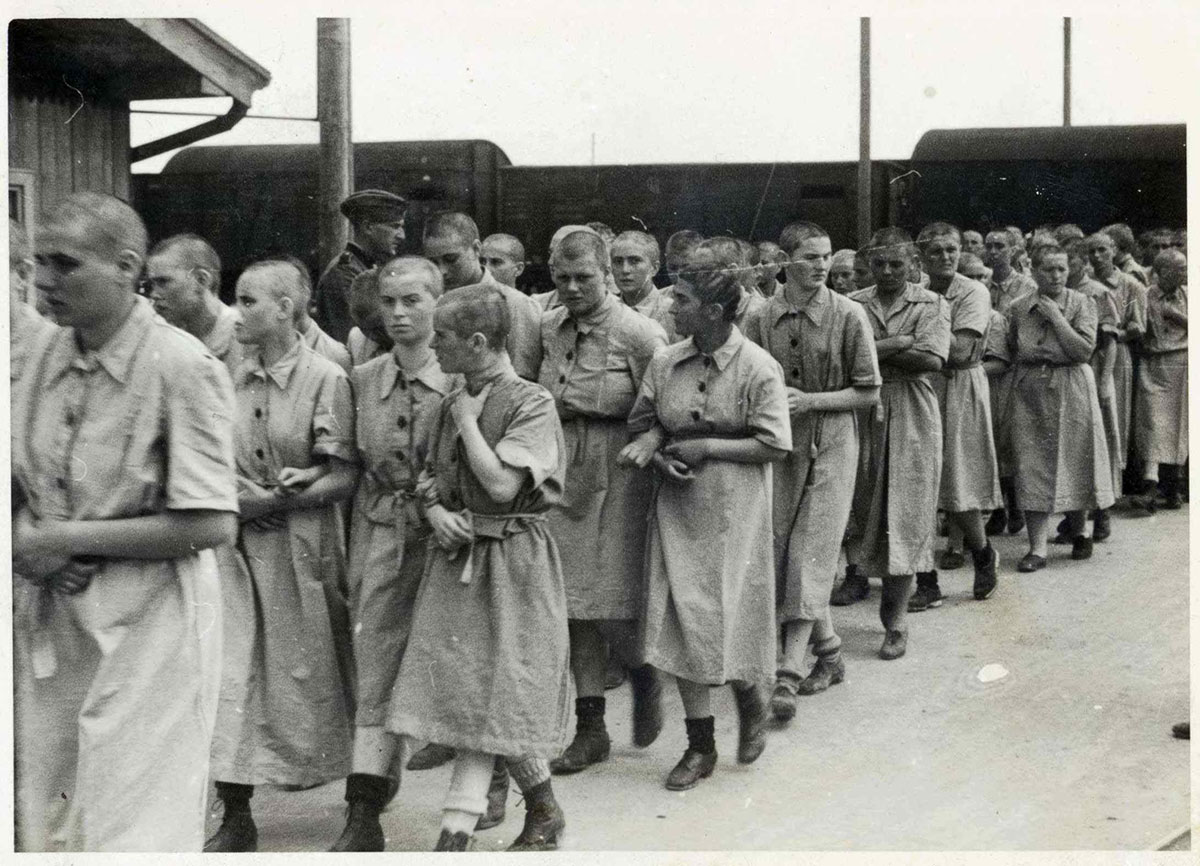
Сегрегація у'вязнених жінок у концтаборі Освенцим під час Голокосту.

Прикладом адміністративної сегрегації статей маже бути сегрегація статей у спонсорованих урядом медичних дослідженнях, спортивних змаганнях, державних лікарнях зі спільними кімнатами, реабілітаційних програмах та деяких державних навчальних закладах. Адміністративна сегрегація статей може відбуватися в цих середовищах просто через надання громадських туалетів з роздільною статтю, попри чіткі законодавчі вимоги щодо цього.

### Дозволена сегрегація статей
Дозволена сегрегація статей — це сегрегація, яка чітко дозволена законом, тобто стверджується, але не обов'язково законодавчо вимагається або заохочується. Дозволена сегрегація статей звільняє певні речі від законів проти дискримінації за статтю, часто дозволяючи, серед іншого, відокремлення релігійних та військових шкіл, які традиційно приймали за ознаками статі, клубів здоров'я, спортивних команд, соціальних братств та жіночих товариств та ін.

### Добровільний
Статева сегрегація, яка не передбачена законом, не прийнята в адміністративній якості або прямо не дозволена законом, визнається добровільною сегрегацією статей. Добровільна сегрегація статей означає відсутність чітких правових приписів; це не обов'язково вказує на вільний вибір і може бути нав'язана соціальними та культурними нормами.

## Теоретичні пояснення
У рамках теорії фемінізму та феміністської теорії права існує шість основних теоретичних підходів, які можна розглядати та використовувати для аналізу причин та наслідків сегрегації статей. Вони включають лібертаріанство, рівне ставлення, фемінізм відмінності, антисубординацію, фемінізм критичної раси та антиесенціалізм.

### Лібертаріанство
Індивідуалістський (лібертаріанський) фемінізм випливає з ідей, подібних до лібертаріанської політичної теорії, що правові та державні установи не повинні регулювати вибір і повинні дозволяти вільній людині визначати її життєві траєкторії. Лібертаріанство використовує принцип вільного ринку до підходу сегрегації статей, кажучи, що жінки мають природне право і поінформовані, щоб приймати рішення самостійно, але відкидають спеціальний захист для жінок. Автономія займає центральне місце у лібертаріанстві, тому теоретики вважають, що уряд не повинен втручатися у прийняття рішень або бути зацікавленим у обґрунтуванні таких рішень, оскільки чоловіки та жінки в культурному та природному відношенні часто розходяться у виборі. Політика та закони, що застосовуються урядом, не повинні впливати на зміну будь-яких властивих відмінностей між статями. Лібертаріанство добре відноситься до добровільної сегрегації статей, оскільки воно стверджує, що уряд не повинен регулювати сегрегацію приватних установ чи організацій за статтю і не повинен регулювати те, як особи приватно групуються. Лібертаріанський фемініст Девід Берштейн стверджує, що хоча сегрегація статей може завдати шкоди, охорона свободи вибору чоловіків і жінок важливіша за запобігання такій статевій сегрегації, оскільки методи профілактики часто можуть завдати більше шкоди, ніж користі для обох статей. Жіночі клуби здоров'я є прикладом того, як сегрегація статей приносить користь жінкам, оскільки десегрегація заважатиме жінкам виконувати вправи. Лібертаріанські феміністки визнають, що законодавство має пріоритет для законів про сегрегацію статей, але виступають за такі параметри, щоб забезпечити однакове ставлення до чоловіків та жінок, які перебувають у однаковому становищі. Таким чином, лібертаріанство може дозволити або відкинути конкретні форми статевої сегрегації, створені для врахування природних чи біологічних відмінностей між статями.

### Рівне ставлення
Теорія рівного ставлення або формальна справедливість часто працює в парі з лібертаріанством, оскільки теоретики рівного ставлення вважають, що уряди повинні ставитися до чоловіків і жінок однаково, коли їхні ситуації схожі. У країнах, уряди яких ухвалили законодавство, що усуває сегрегацію статей, теорія рівного ставлення найчастіше використовується як підтримка таких правил та норм. Наприклад, теорія рівного ставлення була прийнята багатьма феміністками під час феміністичного руху Сполучених Штатів у 1970 -х роках. Хоча теорія рівного ставлення забезпечує надійну основу для забезпечення рівності, застосування її є досить складним, оскільки багато критиків ставлять під сумнів стандарти, згідно з якими чоловіки та жінки повинні ставитися до них однаково чи по-різному. Таким чином, лібертаріанство та теорія рівного ставлення дають хороші підстави для їхніх планів щодо статевої сегрегації, але концептуально не перешкоджають цьому, залишаючи місце для обов'язкової та адміністративної сегрегації статей, доки розділення ґрунтується на відомих відмінностях між чоловіками та жінками. Деякі форми обов'язкової та адміністративної сегрегації можуть увічнювати статеву сегрегацію, відображуючи різницю між працівниками чоловічої та жіночої статі там, де такої різниці немає.

### Фемінізм відмінностей
Фемінізм відмінностей випливає з лібертаріанства та теорій рівного ставлення, сприйнятих неспроможністю створити системну рівність для жінок. Фемінізм відмінностей відзначає біологічні, психологічні, моральні відмінності між чоловіками і жінками, звинувачуючи закони сегрегації статей у розрідженні цих важливих відмінностей. Фемінізм відмінностей вважає, що такі закони не тільки ігнорують ці важливі відмінності, але й можуть призвести до виключення участі жінок у світі. Мета фемінізму відмінностей полягає у тому, щоб почати переоцінювати жіночі атрибути у більш шанобливій, трепетній манері. Фемінізм відмінностей та теорія рівного ставлення є досить контрастними феміністичними теоріями сегрегації статей. Фемінізм відмінностей часто виправдовує статеву сегрегацію через жіночі та чоловічі відмінності, тоді як теорія рівного ставлення не підтримує розділення через відмінності у статі. Фемінізм відмінностей, однак, заперечує проти сегрегації, що випливає із суспільних та «старомодних» відмінностей між чоловіками та жінками, але вважає, що сегрегація, яка враховує жіночі відмінності та сприяє рівності, є прийнятною, навіть заходячи настільки, що деякі форми статевої сегрегації необхідні для забезпечення рівності.

### Антисубординація
Феміністична теорія проти підпорядкування вивчає розподіл статей за владою. Теорія зосереджена на чоловічому домінуванні та жіночому підпорядкуванні та сприяє руйнуванню ієрархії, заснованої на статі, у правових та соціальних інститутах та запобіганню виникненню майбутньої ієрархії. Антисубординація також підтримує закони, які сприяють підвищенню статусу жінок, навіть якщо вони, як наслідок, знижують статус чоловіків.

### Фемінізм критичної раси
Фемінізм критичної раси розвивався через відсутність расової включеності феміністичних теорій та відсутність гендерної інклюзивності расових теорій. Ця теорія є більш глобальною, ніж інші, та намагається врахувати інтерсекційність (перехрещення) статі та раси.

### Антиесенціалізм
Антиесенціалісти стверджують, що стать та ґендерні категорії обмежують і не включають необмежену різноманітність відмінностей у людській ідентичності та нав'язують ідентичності, а не просто відзначають їх відмінності. Теоретики вважають, що існують варіації в тому, що означає бути чоловіком і що означає бути жінкою, і, просуваючи відмінності за допомогою статевої сегрегації, люди обмежуються категоріями, обмежуючи свободу. Антиесенціалісти досліджують, як суспільство нав'язує конкретні ідентичності в рамках статевої дихотомії і як згодом статеві та гендерні ієрархії створюються, увічнюються та нормалізуються. Ця теорія вимагає наявності певного роз'єднання між статтю та гендером.

## Приклади сучасної політики
Сегрегація статей — це глобальне явище, яке по-різному проявляється в різних місцевостях. Сегрегація статей та інтеграція, які вважаються нешкідливими або нормальними в одній країні, можуть вважатися радикальними чи незаконними в інших. Водночас багато законів та політик, що сприяють сегрегації чи десегрегації, повторюються у різних національних контекстах. Проблеми безпеки та конфіденційності, традиційні цінності, культурні норми та віра в те, що сегрегація статей може дати позитивні освітні та загальні соціальні результати, все це формує державну політику щодо статевої сегрегації.

### Безпека та конфіденційність
Деяка сегрегація статей відбувається з міркувань безпеки та конфіденційності. У всьому світі закони часто передбачають сегрегацію статей у громадських туалетах, роздягальнях, душових та подібних приміщеннях на основі загальної усвідомленої потреби у приватному житті. Цей тип політики сегрегації може захистити від сексуальних домагань та сексуального насильства, тому, деякі країни визначили місця лише для жінок. Наприклад, в Мексиці, Японії, на Філіппінах, в ОАЕ та інших країнах були введені автобуси з розподілом за статтю, пасажирські вагони, призначені суто для жінок, щоб зменшити сексуальні домагання.

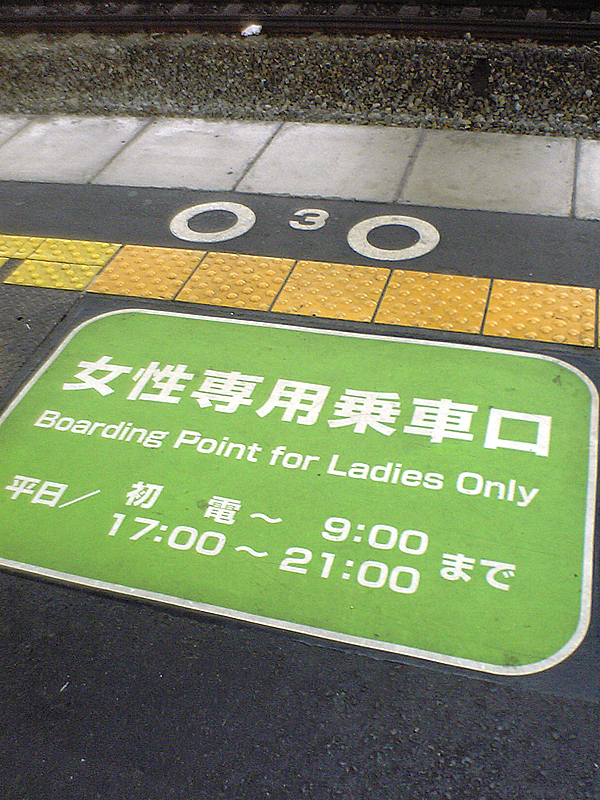
Вивіска на платформі вокзалу в Осаці, Японія, яка показує місце посадки тільки для жінок.

В Німеччині, Кореї та Китаї є визначені місця для паркування жінок, часто з питань безпеки. Багато інших країн, включаючи Канаду, США, Італію, Японію та Велику Британію, також надають пільги на паркування вагітним жінкам з міркувань безпеки або доступу.
Сегрегація статі, що базується на міркуваннях безпеки, може також виходити за межі фізичного, а також психологічного та емоційного. Притулок для побитих матерів або дружин може відмовити у прийнятті чоловіків, навіть тих, хто сам став жертвою домашнього насильства. Клініки жіночого здоров'я та жіночі ресурсні центри в Африці чи Північній Америці, є ще прикладами просторів, де сегрегація статей може сприяти прийняттю приватних та особистих рішень. Аналогічним чином банки, призначені суто для жінок, можуть бути призначені для забезпечення самостійності у прийнятті жіночих рішень.

### Релігійні та культурні ідеї
Сегрегація статей також може бути мотивована релігійними або культурними уявленнями про чоловіків і жінок. Такі культурні припущення можуть навіть існувати у вищезгаданій політиці, прийнятій під прикриттям безпеки чи конфіденційності. Розділ та сегрегація статей у юдаїзмі та ісламі відображають релігійно мотивовану статеву сегрегацію. У буддизмі, християнстві та індуїзмі чернечі, молитовні простори та керівні ролі також можуть бути розділені за статтю.

### Освіта та соціалізація
Сегрегація статей іноді здійснюється політиками, оскільки вважається, що вона приносить кращі результати в освіті. У деяких частинах світу, особливо в Європі, де освіта доступна як для дівчаток, так і для хлопчиків, навчальні заклади часто були одностатевими. Такі одностатеві школи все ще існують у багатьох країнах.

### Десегрегація
Політика десегрегації часто прагне запобігти дискримінації за ознакою статі або пом'якшити професійну сегрегацію. Ця політика заохочує жінок та чоловіків брати участь у середовищі, де зазвичай переважає протилежна стать. Приклади включають урядові квоти, стипендії з урахуванням статі, спільні рекреаційні ліги або програми, призначені для зміни соціальних норм.
У березні 2013 р. у Європейському Союзі було прийнято резолюцію про інвестування у навчання та підвищення кваліфікації жінок, сприяння розвитку жіночого бізнесу та включення жінок до правління компаній.

## Значущість

### У розвитку людини
Для більшості дітей статева сегрегація проявляється на початку процесу соціалізації за допомогою теорії групової соціалізації, де від дітей очікується, що вони будуть поводитись певним чином. У дошкільних класах, наприклад, було виявлено, що підвищення гендерної проблематики для дітей призводить до посилення гендерних стереотипів та упередженості. Ці очевидні тенденції також проявлялися у зменшенні тривалості гри з дітьми протилежної статі або своєрідної ранньої вибіркової статевої сегрегації на основі заздалегідь створених соціальних норм. Хоча окреме розмежування за статтю для ігрового часу не було пов'язане з будь-яким тривалим впливом на права жінок порівняно з чоловіками, ці різні манери соціалізації часто призводять до спілкування та боротьби за владу між чоловіками та жінками та до різних життєвих рішень кожної статі на основі цієї давно встановленої гендерної ідентичності.
Розподіл громадських туалетів за статтю дуже поширене у всьому світі. У певних умовах поділ статей може мати вирішальне значення для забезпечення безпеки жінок, зокрема школярок, від жорстокого поводження. У той же час, громадські туалети можуть просувати гендерний бінаризм, який виключає трансгендерів. Унісекс громадські вбиральні у багатьох випадках можуть стати придатною альтернативою.

### В економіці
Чоловіки, як правило, займають сфери інженерії, виробництва, науки та будівництва, тоді як жінки домінують у галузі освіти, гуманітарних та мистецьких наук, суспільних наук, бізнесу, права та охорони здоров'я та соціального забезпечення. Різка сегрегація за професією може призвести до статевого поділу праці. Крім того, професійна сегрегація має певну небезпеку для здоров'я та безпеки для кожної статі, оскільки умови працевлаштування, тип роботи, а також контрактні та домашні обов'язки різняться для різних видів зайнятості. У багатьох сферах роботи жінки, як правило, домінують на робочих місцях виробничої лінії, тоді як чоловіки займають керівні та технічні роботи. Ці типи факторів робочого місця та взаємодія між роботою та сім'єю були названі дослідженнями соціальної стратифікації як ключові причини соціальної нерівності. Сімейні ролі особливо впливають на прогнозування значних відмінностей у заробітках між подружніми парами. Чоловіки отримують матеріальну вигоду від таких сімейних ролей, як чоловік і батько, тоді як доходи жінок знижуються, коли вони стають дружиною та матір'ю.
Інші гендерні відмінності через сегрегацію статей між чоловіками та жінками включають різні права власності на майно, обов'язки по дому та догляду за дітьми, а також діяльність у публічній та приватній сферах для кожної статі. Ці сегрегації зберігаються через політику уряду, заблокований доступ для статі та/або існування гендерних ролей та норм у суспільстві на основі статі. Увічнення гендерної сегрегації, особливо в економічних сферах, породжує ринкові та інституційні провали. Наприклад, жінки часто займають роботу з гнучким робочим графіком для того, щоб брати на себе роботу по догляду, але оскільки неповна зайнятість, гнучка погодинна робота оплачується менше, велика кількість жінок із низькими доходами демотивована більше, продовжуючи професійні гендерні лінії у суспільствах та у домогосподарствах. Стаття Шульца (1990) вказує на те, що «жінки робітничого класу зробили пріоритетним завданням припинити сегрегацію робочих місць, оскільки вони хочуть можливостей, які дозволять їм утримувати їх та їх сім'ї». (Шульц, 1990: 1755) Крім того, економічний розвиток у країнах позитивно корелює з працівницями-жінками, які працюють за заробітню плату, і негативно корелює з працівницями, які працюють на умовах неоплачуваної роботи або роботи за сумісництвом, самостійної зайнятості чи підприємництва, у секторах роботи в країнах, що розвиваються. Багато критиків сегрегації статей розглядають процеси глобалізації як потенціал сприяння системній рівності між статями.

## У художній літературі
Деякі літературні твори соціальної наукової фантастики та ґендеру, статі та сексуальності у спекулятивній художній літературі, які розглядають статеву сегрегацію, — це книги «Ніч Свастики» або «Оповідь служниці» (згодом перетворені у фільм).